# Беарн (самолетоносач, 1920)
Беарн (на френски: Bearn) е френски самолетоносач. Построен е от незавършения корпус на линеен кораб от типа „Нормандия“; турбините на линкора при това са заменени със специално разработена комбинирана силова установка.

## История на службата
Участва във Втората световна война. През октомври 1939 г. оглавява групата (Съединение „L“), участваща съвместно с други френски
и британски сили за издирване на германския „джобен линкор“ „Адмирал граф Шпее“.
След капитулацията на Франция, през 1940 г., „Беарн“ отплава за Мартиника, където е блокиран от английския флот. През 1943 г. е предаден на Великобритания.
Мнозина смятат, че „Беарн“ извозва в Мартиника златния запас на Франция. В действителност на кораба са натоварени само 194 тона злато, на обща стойност 9 милиарда и 241 милиона франка. В долари тази сума е едва 172 милиона и 272 хиляди. „Беарн“ отплава от Тулон на 19 май 1940 г., когато поражението на Франция все още далеч не е очевидно. Това злато е предназначено за заплащане на американските военни доставки за Франция, и, разтоварвайки в САЩ златото, французите вземат на борда на „Беарн“ закупени от САЩ самолети. На 16 юни самолетоносач отплава за бреговете на Франция, но узнавайки за поражението на своята страна, командира на самолетоносач обръща кораба си към Мартиника. Злато в този момент вече няма в неговите трюмове.
В периода 1943 – 1944 г. поради своята ниска скорост е преоборудван в авиотранспорт; превъоръжен е с 4 – 127-мм, 24 – 40-мм и 26 – 20-мм оръдия. До края на войната се използва за превозване на самолети от Канада във Франция.
След световната война носи служба в Индокитай, а от 1948 г. се използва като учебен кораб, след това като плаваща база за подводни лодки. Отписан от е флота през 1949 г.